# Campeonato Nacional de Fútbol de Puerto Rico
El Campeonato Nacional de Fútbol de Puerto Rico fou una competició de Puerto Rico de futbol. De caràcter amateur, es disputà entre 2005 i 2007. Fou creada per la Federación Puertorriqueña de Fútbol en un intent d'unificar les diverses lligues del país, entre elles la Liga Mayor. L'any 2008 fou reemplaçada per la Puerto Rico Soccer League.

## Historial
Font:
| Temporada | Campió                   | Resultat | Finalista             |
| --------- | ------------------------ | -------- | --------------------- |
| 2005      | Fraigcomar (Río Piedras) | 1-0      | Huracanes (Caguas)    |
| 2006      | Fraigcomar (Río Piedras) | 4-1      | Academia Quintana     |
| 2007      | Fraigcomar (Río Piedras) | 2-1      | Atléticos (Levittown) |